# سرتنغ (مهاباد)
قرية سرتنغ (بالكردية: سەرتەنگ) هي إحدى القرى التابعة لـمنغور الشرقية في ريف قسم خليفان من مقاطعة مهاباد، في محافظة أذربیجان الغربیة الإيرانية.

## السكان
حسب إحصاءات سنة 2006، بلغ إجمالي السكان في سرتنغ 24 نسمة وعدد المساكن 4 مسكن. لغة سكان سرتنغ هي اللغة الكردية و هم من أهل السنة والجماعة والمذهب الشافعي.